# Cameron Range
Cameron Range är ett berg i Kanada.   Det ligger i North Coast Regional District och provinsen British Columbia, i den sydvästra delen av landet, 4 100 km väster om huvudstaden Ottawa. Toppen på Cameron Range är 760 meter över havet, eller 107 meter över den omgivande terrängen. Bredden vid basen är 0,95 km.
Terrängen runt Cameron Range är huvudsakligen kuperad. Trakten runt Cameron Range är nära nog obefolkad, med mindre än två invånare per kvadratkilometer.. Det finns inga samhällen i närheten. 
I omgivningarna runt Cameron Range växer i huvudsak barrskog.